# Это мои дети
Это мои дети (англ. These Are My Children) — американская телевизионная мыльная опера, которая транслировалась на канале NBC с 31 января по 4 марта 1949 года. Шоу транслировалось в прямом эфире из WNBQ в Чикаго, штат Иллинойс, по 15 минут в день, пять дней в неделю, в 17:00 по стандартному восточному времени. Сериал широко известен как первая мыльная опера, транслируемая по телевидению. Произведение может быть более точно описано как первая дневная драма или первая ежедневная мыльная опера, поскольку ей предшествовали сериалы DuMont «Фарэуэй-Хилл» в 1946 году и «Шоссе к звёздам» в 1947 году, оба из которых описываются как мыльные оперы, но транслировались позже по вечерам и появлялись в эфире только раз в неделю; «Путеводный свет» также производился в течение 12 лет после того, как дебютировали «Это мои дети», но только как радиосериал — его телеверсия не дебютировала до 1952 года.
Шоу, созданное Ирной Филлипс и режиссированное Норманом Фелтоном, было в значительной степени основано на ранних радиосериалах Филлипса «Сегодняшние дети» и «Раскрашенные мечты». Сюжет произведения сосредоточен на вдове-ирландке, миссис Хенехан, и её попытках управлять пансионом, а также помогать своим трём детям и новой невестке Джин. Критики не были впечатлены; Television World закончил свой обзор словами: «На телевидении нет места для программ такого типа, предпочтительнее пустой экран».
Помимо критических мнений, непосредственным фактором отмены NBC «Это мои дети» было решение корпорации AT&T прекратить использование своего коаксиального кабеля для распространения программ из Чикаго в восточном направлении в будние дни. В то же время руководители NBC «нашли недостатки в программе», хотя они хотели, чтобы больше шоу начиналось в Нью-Йорке, а не в Чикаго или на Западном побережье.
Позже Филлипс создала множество популярных дневных драм, а Фелтон продюсировал сериалы «Доктор Килдэр» и «Административная власть».

## В ролях
- Альма Платтс ... (Миссис Хенеган)[1]
- Джейн Бруксмит ... (Патрисия Хенеган)[1]
- Марта Макклен ... (Пенни Хенеган)[1]
- Джордж Клюдж ... (Джон Хенеган)[1]
- Джоан Арлт ... (Джин Хенеган)[1]
- Элоиза Каммер[англ.] ... (Кей Картер)[1]